# Čirůvka fialová
Čirůvka fialová (Collybia nuda, syn. Lepista nuda, Clitocybe nuda) je podzimní jedlá houba z čeledi čirůvkovitých nápadná svým fialovým zbarvením. Tato houba se běžně vyskytuje v jehličnatých a smíšených lesích Evropy a Severní Ameriky. Fialové zbarvení může s postupujícím stářím plodnice přecházet do hnědé barvy. Tento druh byl přeřazen do rodu Collybia v roce 2023, dříve se uváděla jako Lepista. 
 

## Taxonomie
Plodnice této houby poprvé popsal Pierre Bulliard v roce 1790 ve své práci Herbier de la France v roce 1790, pod původním názvem Agaricus nudus. Roku 1871 byla čírůvka zařazena německým mykologem Paulem Kammerem do rodu Tricholoma a současně anglickým botanistou Mordecaiem Cubittem mezi Lepista. Tento historický vývoj přinesl zmatek v tom do jakého rodu čirůvku zařadit. Z tohoto důvodu se v roce 1969 Howard E. Bogelow a Alexander H. Smith rozhodli zařadit čirůvku do samostatného poddruhu Clitocybe, aby neshodu v taxonomii vyřešili. Dodnes se však můžeme setkat s oběma označeními Lepista i Clitocybea nuda a oba rody jsou často vnímány jako jedna polyfyletická skupina.

## Popis a morfologie
Plodnice je 5–15 cm vysoká, většinou zbarvená modrofialově či růžovofialově.
Klobouk mívá v průměru 3–10 cm, v mládí je sklenutý, později téměř plochý, někdy zprohýbaný, obvykle s tupým středovým hrbolem uprostřed. V mládí je fialový, modrofialový, stárnutím bledne do světle fialově šedé až šedohnědé. Okraj klobouku je podvinutý, v dospělosti zvlněný. Pokožka klobouku je hladká, za vlhka mírně lepkavá.
Hymenofor na spodní straně klobouku je tvořen poměrně hustými lupeny, jež přirůstají ke třeni drobným vykrojeným zoubkem. Zbarveny jsou v mládí sytě fialově, později blednoucí, růžovofialové, šedofialové až hnědé.
Třeň je válcovitý, na bázi obvykle kyjovitě až hlízovitě rozšířený, 3–10 cm dlouhý, modrofialový, bělavě podélně vláknitý, vybledající, v dospělosti někdy téměř bílý.
Dužnina je v mládí živě fialová až modrofialová, později bledne, poměrně silné příjemné vůně a mírné chuti.
Výtrusný prach má charakteristickou bělavou až narůžovělou barvu; výtrusy jsou elipsoidní, zrnité, o velikosti 6–8 × 4–5 μm, jemně bradavčité.

## Výskyt

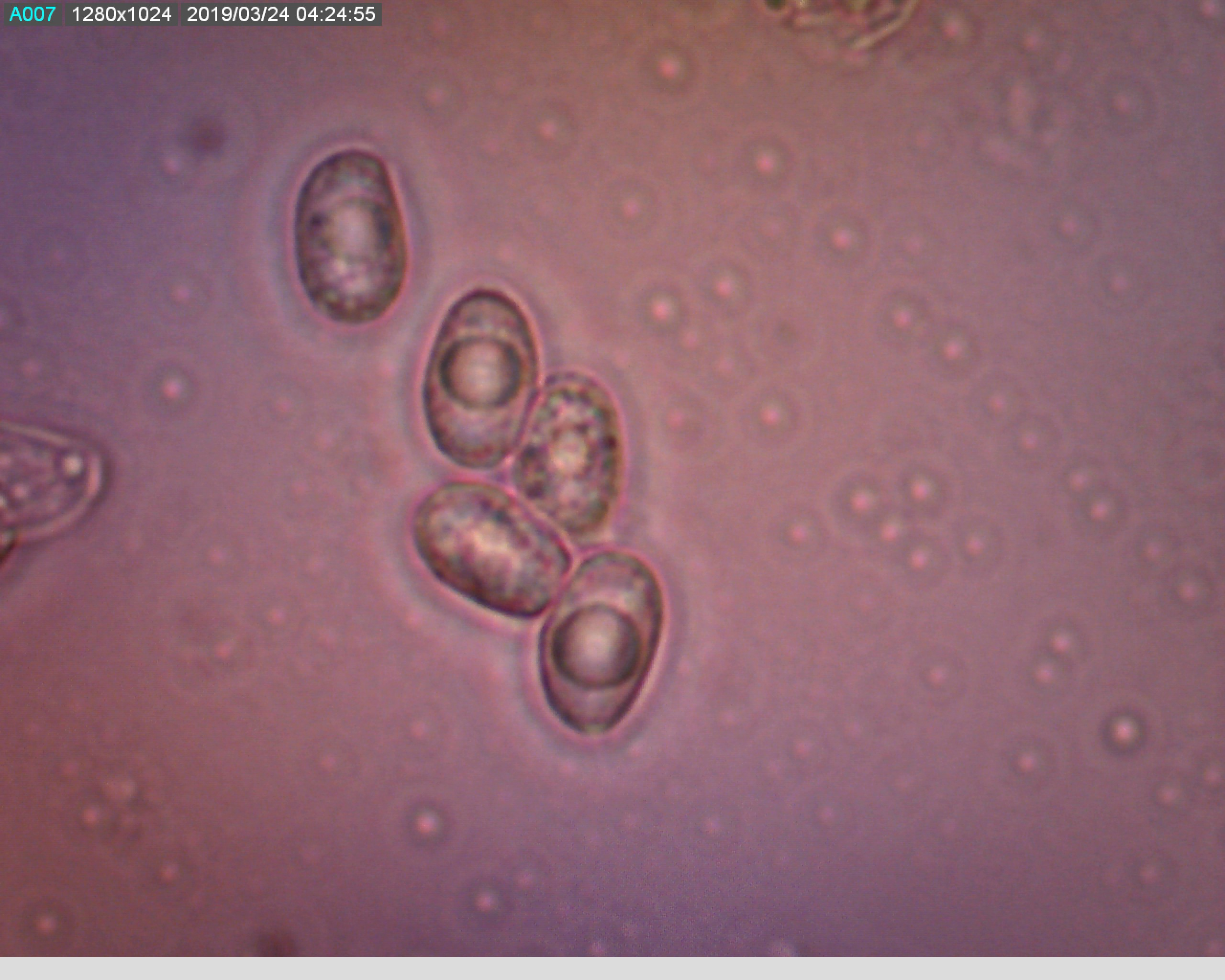
Lehce růžové spory čirůvky fialové při 100x zvětšení.

Čirůvka fialová se běžně vyskytuje v lesích Evropy, Severní Ameriky. Je rozšířená v celém mírném pásmu severní polokoule a dokonce ji nově najdeme i v severní Africe a v Austrálii, kde žije v symbiotickém vztahu s eukalypty. Tento australský druh se ovšem vzhledem značně odlišuje od klasické evropské čirůvky. Najdeme ji v lesích všech typů, v hájích, sadech, zahradách, hlavně v místech bohatých na humus, často v kruzích nebo v početných skupinách.
Čirůvka je saprofytická houba, která potřebné živiny získává rozkladem odumírající organické rostlinné hmoty. V jehličnatých a smíšených lesích se běžně objevuje v průběhu září až prosince, někdy i na začátku jara. Plodnice čirůvek často nalezneme pod specifickými druhy stromů, neboť spolu žijí v symbiotickém stavu (příkladem je čirůvka topolová, běžně rostoucí pod topoly). 
Mezi další zástupce patří čirůvka zemní, čirůvka májovka, čirůvka havelka, nebo čirůvka mýdlová (Tricholoma saponaceum), která páchne po mýdle a je nejedlá.

## Záměna
Častá záměna s čirůvkou dvoubarvou (Lepista saeva), nebo čirůvkou špinavou (Lepista sordida) nevede k závažným problémům, neboť obě houby jsou jedlé. Čirůvka špinavá (Lepista sordida) je menší, nemá výraznou vůni, roste hlavně mimo les na místech bohatých na dusík a čirůvka dvoubarevná se liší tím, že má fialový jen třeň. Větší problém hrozí se záměnou s některými fialovými pavučinci. Na rozdíl od čirůvky fialové lupeny pavučinců brzy hnědnou a na třeni nebo na okraji klobouku jsou patrné zbytky po pavučince.

## Užití

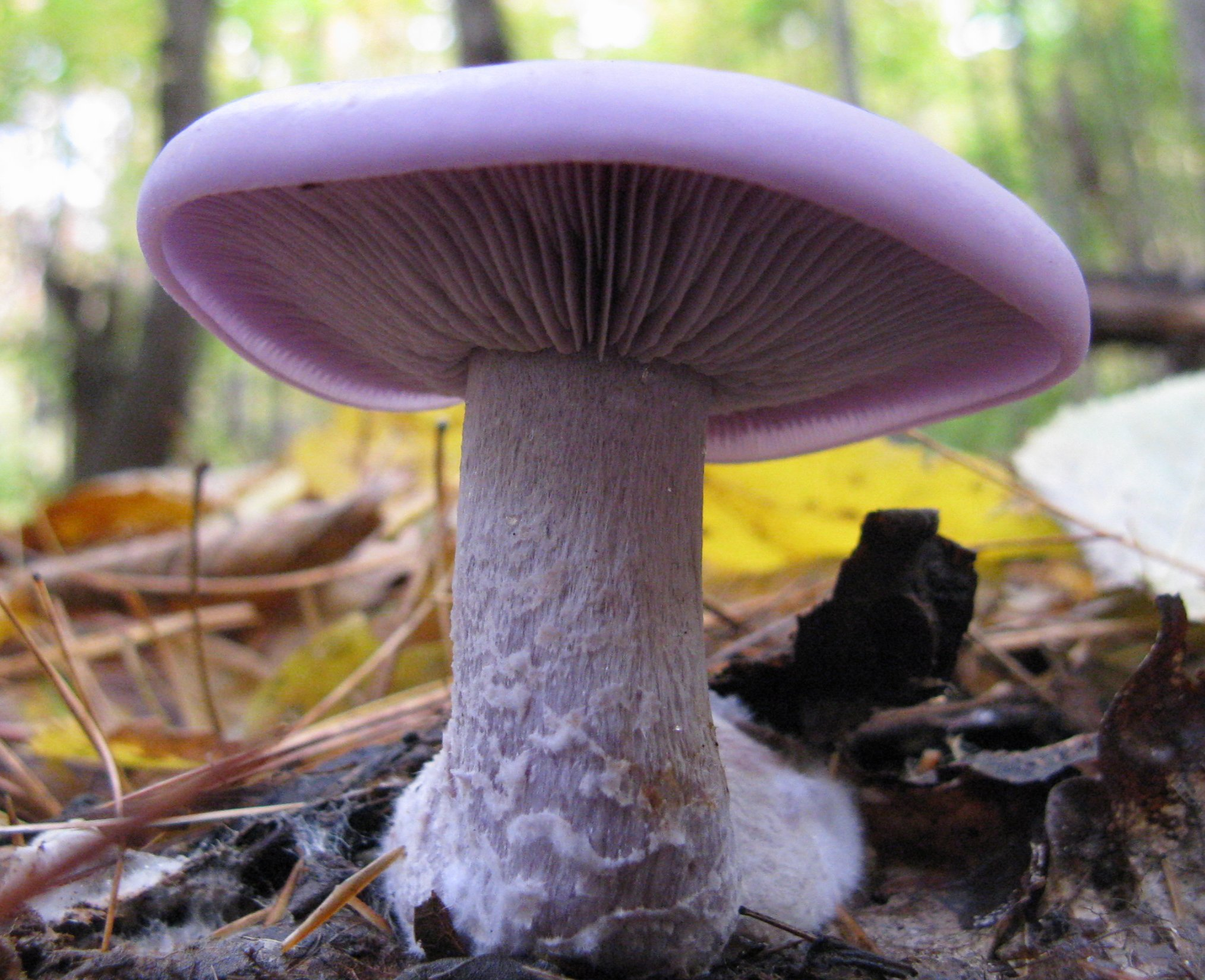
Detail plodnice

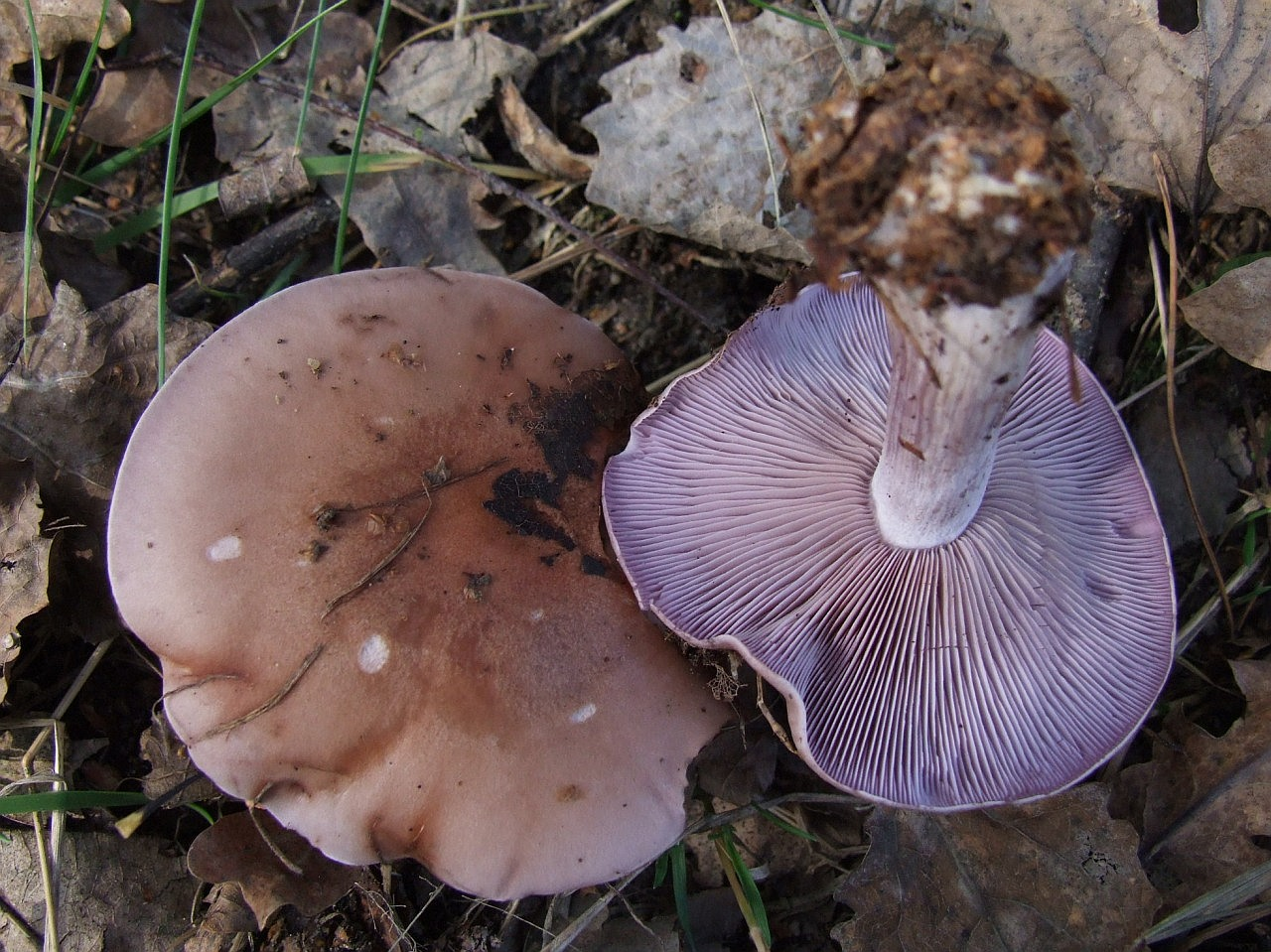
Čirůvka fialová (Lepista nuda)

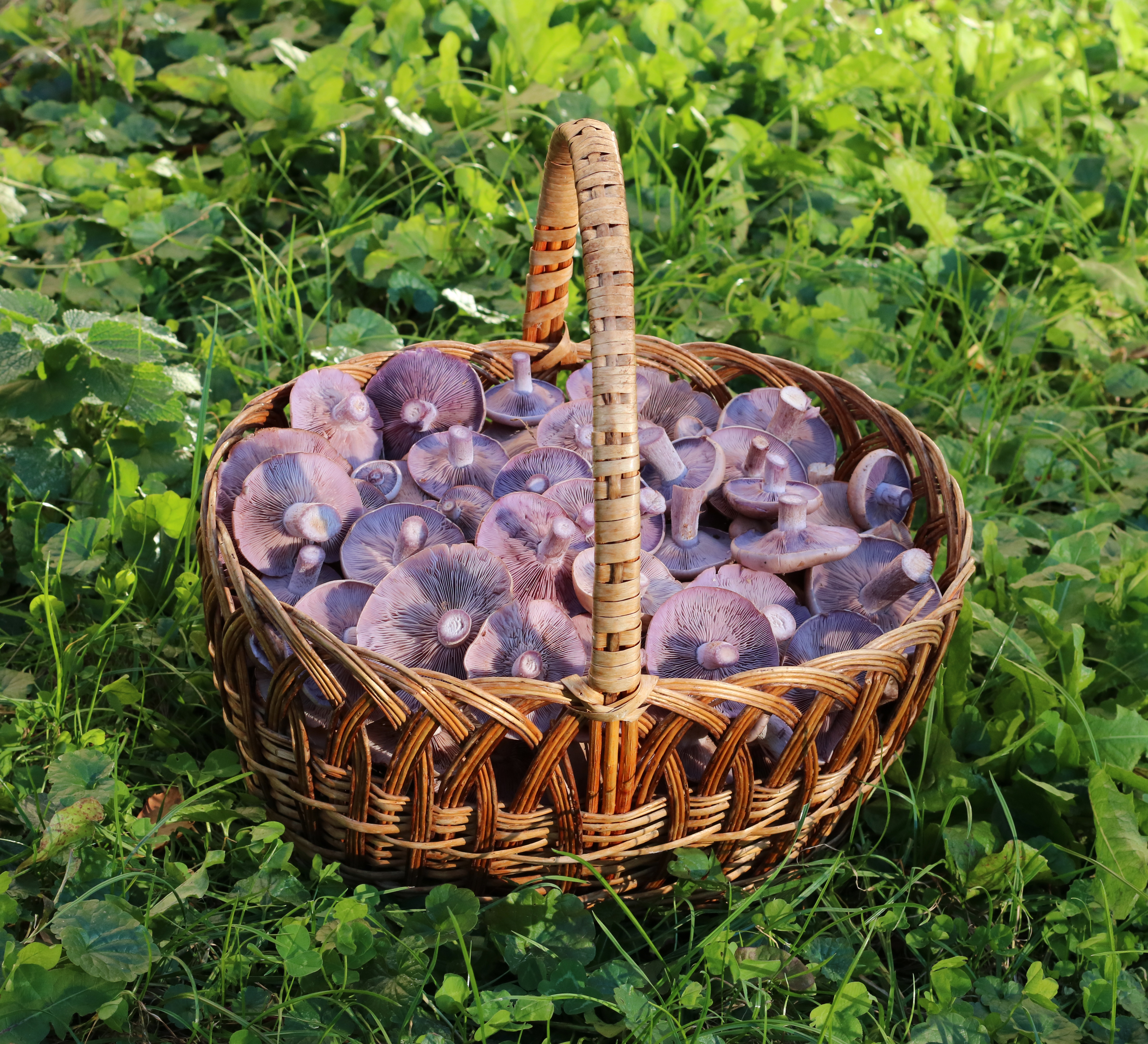

Čirůvka fialová je oblíbená a chutná jedlá houba. Syrové či nedostatečně tepelně upravené plodnice jsou však jedovaté a mohou způsobit hemolýzu. Toxin hemolysin, rozkládající červené krvinky, se tepelnou úpravou rozkládá a uvařené plodnice jsou tedy neškodné, ale i přesto mohou u některých lidí vyvolat alergickou reakci. Naopak pozitivní vlastností je její hypoglykemický účinek – snižování hladiny glykémie v krvi a obecné snižování krevního tlaku. Podle přílohy vyhlášky č. 157/2003 Sb. je čirůvka fialová zařazena mezi houby určené pro přímý prodej.
Plodnice vyniká pevnou konzistencí, která se neztrácí ani tepelnou úpravou. Díky příjemně aromatické až jemně kořeněné vůni i chuti je využitelná v kuchyni na mnoho způsobů. Využívá se do houbových směsí, polévek, omáček i k nakládání do octového nálevu. Barva a vůně této houby umožňuje její využití i ve sladkých pokrmech.

## Nutriční hodnoty
Čirůvky obsahují draslík, minerály (zejména draslík), bílkoviny nebo kyselinu listovou, a také flavonoidy, mastné kyseliny, antibakteriální a antioxidační látky. V plodnicích čirůvek často dochází i k akumulaci těžkých kovů (Pb, Cd, Zn, Fe, Mn, Cu, Cr a Ni). Na tento fakt je třeba brát zřetel, zejména při sběru čirůvek v průmyslových oblastech, nebo oblast kde došlo ke kontaminaci. Zejména koncentrace olova, u čirůvek sesbíraných na území České republiky v oblasti s vysokým obsahem Pb v půdě, dochází k výrazné akumulaci a až 20násobnému překročení stanovené bezpečné hranice pro konzumaci (5 mg/kg v sušině).

## Pěstování
Čirůvky je možné pěstovat i doma. Pěstební postup spočívá v zakoupení, nebo sesbírání výtrusného prachu (spor) a přípravě vhodného podloží se substrátem. Na vybrané místo na zahradě na plochu 2–3 m² navrstvíme listovou hrabanku (tloušťka 10 cm), kterou převrstvíme zrnitou sadbou a zvlhčíme vodou. Svrchní vrstvu je možné zakrýt netkanou textilií, nebo propíchanou světlou plastovou fólií, kterou odstraníme v polovině října, aby plodnice na podzim mohly vyrůst. Přisypáváním další hrabanky můžeme kulturu rozšiřovat a udržovat mnoho let.